# Dresdner SC (piłka siatkowa kobiet)
Sekcja została założona w 1990. Od 1997 roku klub nieprzerwanie występuje w Bundeslidze.
Dresdner Sport Club – niemiecki klub sportowy z Drezna założony w 1898 roku.

## Historia herbu

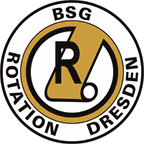
1950-1954
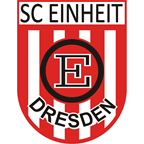
1954-1965
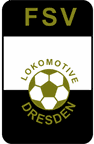
1965-1990

## Siatkówka kobiet

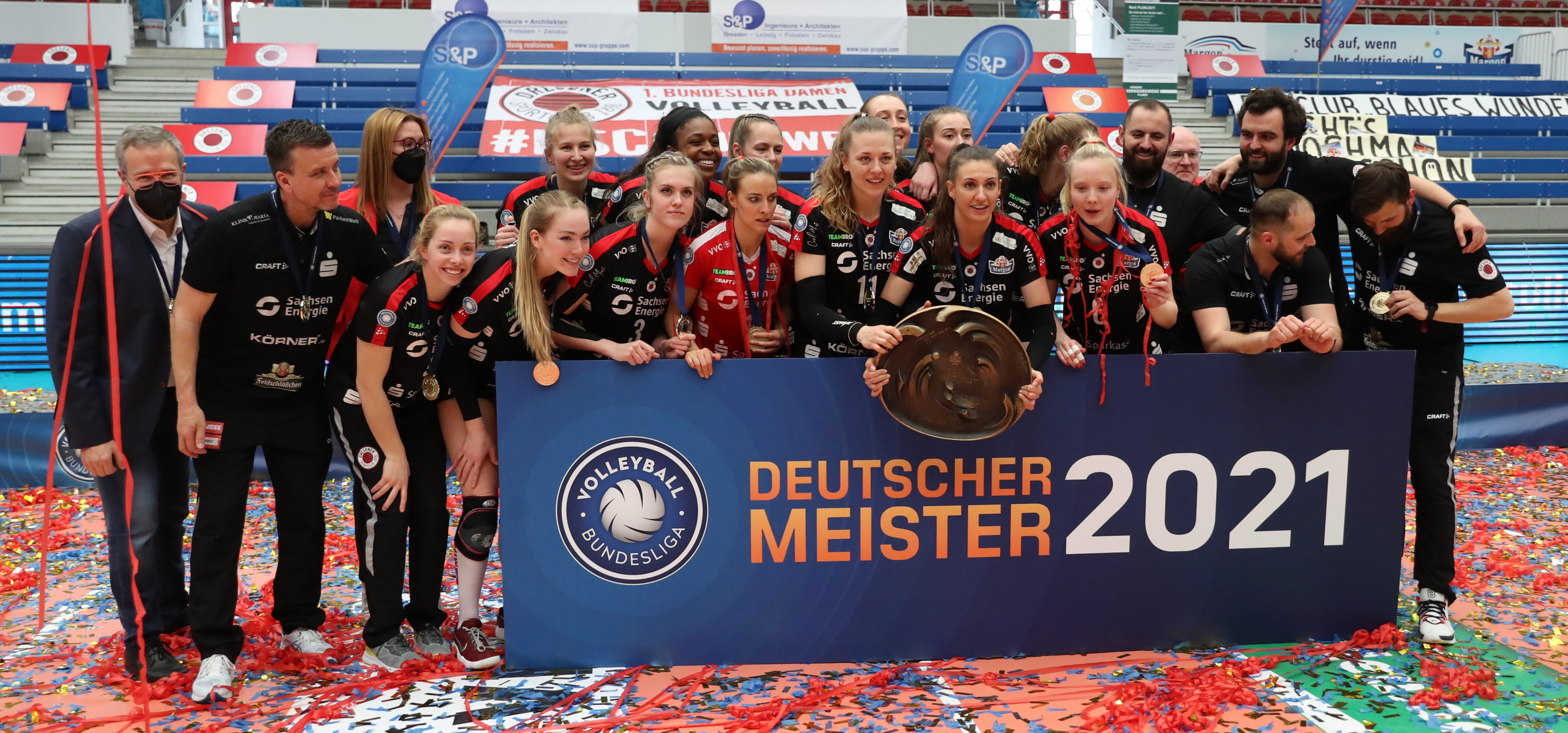
Siatkarki Dresdner SC Mistrzyniami Niemiec w sezonie 2020/2021

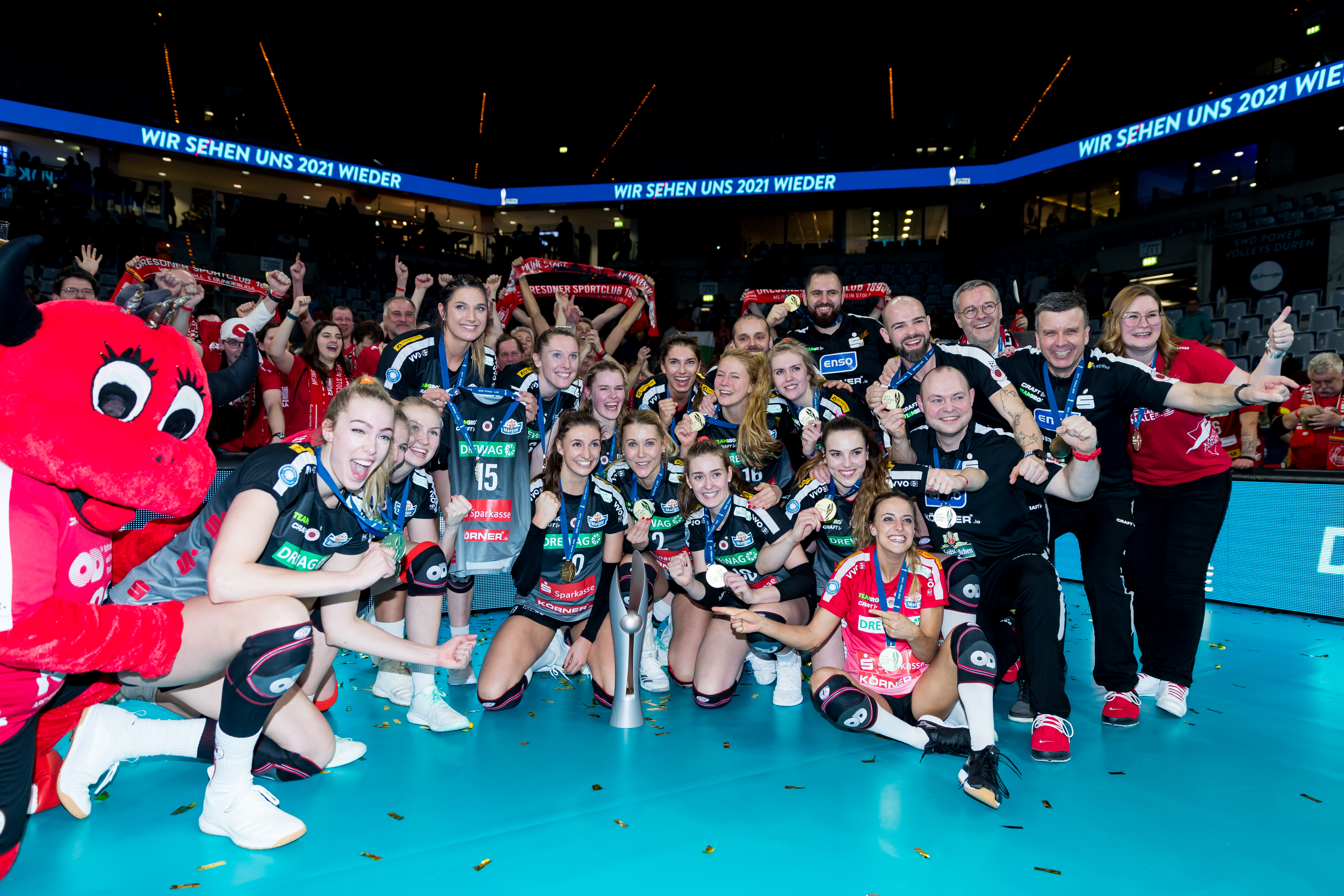
Dresdner SC zwycięzcą Pucharu Niemiec 2020

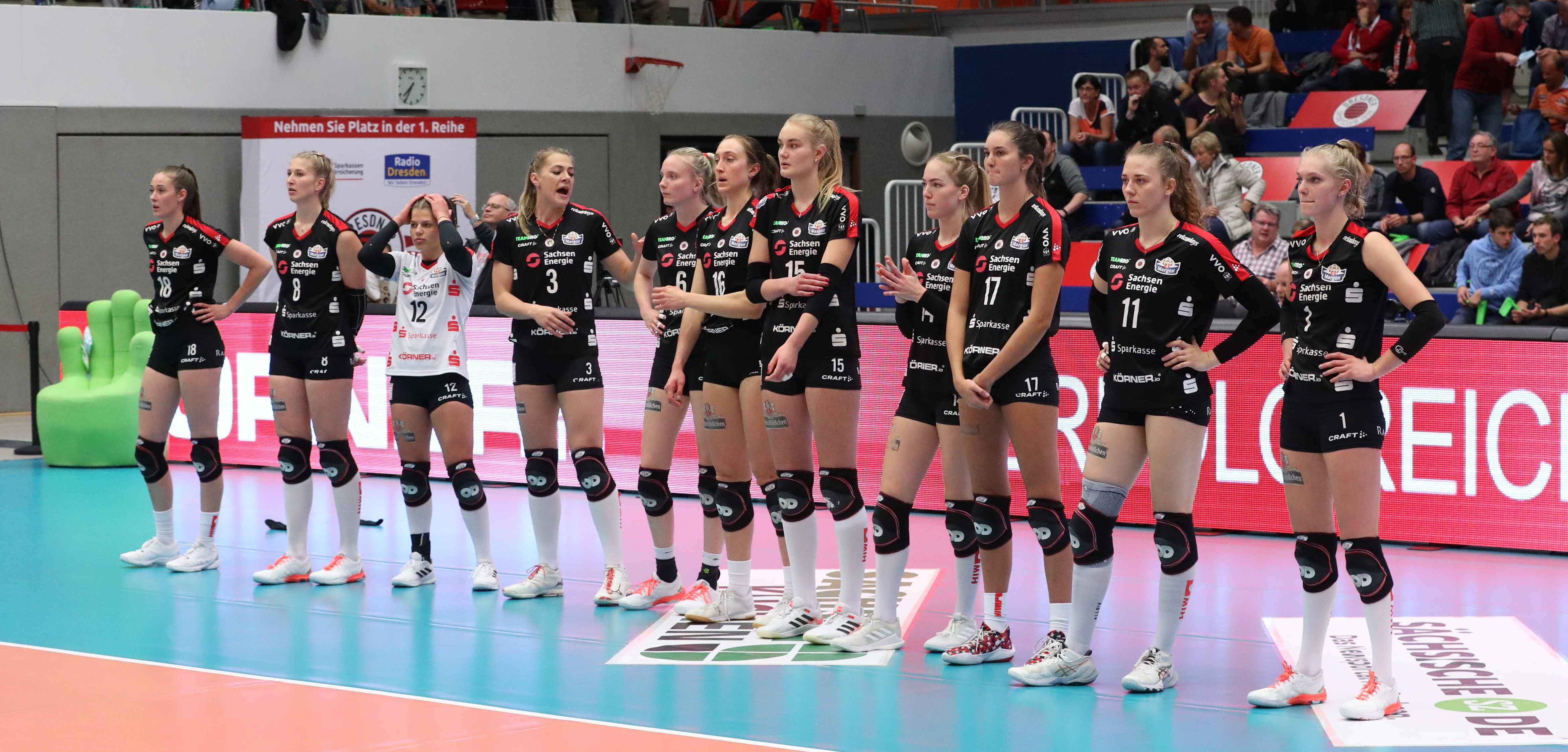
Zawodniczki Dresdner SC w sezonie 2021/2022

### Sukcesy sekcji siatkówki
Puchar Niemiec:
- 1999, 2002, 2010, 2016, 2018, 2020, 2025[1]

Mistrzostwo Niemiec:
- 1999, 2007, 2014, 2015, 2016, 2021
- 2002, 2008, 2011, 2012, 2013, 2025[2]
- 2005, 2006, 2009, 2017, 2018, 2022, 2024

Superpuchar Niemiec:
- 2002, 2021

Puchar Challenge:
- 2010
- 2008

## Kadra

### Sezon 2021/2022[3]
- 1.  Linda Bock
- 3.  Kryscina Kicka
- 6.  Jennifer Janiska
- 7.  Jacqueline Quade
- 8.  Monique Strubbe
- 9.  Sina Stöckmann
- 10.  Teodora Pušić (od 16.11.2021)
- 11.  Maja Storck*
- 12.  Sophie Dreblow
- 14.  Jenna Gray
- 15.  Julia Wesser
- 16.  Madeleine Gates
- 17.  Layne Van Buskirk
- 18.  Sarah Straube

* szwajcarka o polskich korzeniach

### Sezon 2018/2019
- 1.  Amanda Benson
- 2.  Mareen Apitz
- 6.  Michelle Petter
- 7.  Barbara Wezorke
- 9.  Lena Möllers
- 10. Lena Stigrot
- 11. Rica Maase
- 12. Piia Korhonen
- 13. María Segura
- 14. Nikola Radosová
- 15. Ivana Mrdak
- 16. Katharina Schwabe
- 17. Camilla Weitzel
- 18. Saša Planinšec

### Sezon 2017/2018
- 1.  Barbara Wezorke
- 2.  Mareen Apitz
- 6.  Michelle Petter
- 7.  Dominika Strumilo
- 8.  Marrit Jasper
- 9.  Myrthe Schoot
- 10. Madison Bugg
- 11. Rica Maase
- 12. Piia Korhonen
- 13. Eva Hodanová
- 15. Ivana Mrdak
- 16. Katharina Schwabe
- 18. Saša Planinšec

### Sezon 2016/2017
- 1.  Brittnee Cooper
- 2.  Mareen Apitz
- 3.  Jocelynn Birks
- 6.  Lucie Smutná
- 7.  Dominika Strumilo
- 8.  Barbora Purchartová
- 9.  Myrthe Schoot
- 11. Valérie Courtois
- 12. Jennifer Cross
- 13. Eva Hodanová
- 14. Elizabeth McMahon
- 15. Amber Rolfzen
- 16. Katharina Schwabe
- 17. Kadie Rolfzen
- 18. Erin Johnson

### Sezon 2015/2016
- 1.  Mareike Hindriksen
- 3.  Kryscina Michajlenka
- 6.  Valérie Courtois
- 7.  Laura Dijkema
- 8.  Louisa Lippman
- 9.  Myrthe Schoot
- 10. Kathleen Slay
- 11. Whitney Little
- 12. Jennifer Cross
- 13. Lisa Izquierdo
- 14. Lisa Stock
- 15. Michelle Bartsch
- 16. Katharina Schwabe
- 17. Gina Mancuso
- 18. Nneka Onyejekwe

### Sezon 2014/2015
- 1.  Molly Kreklow
- 3.  Kryscina Michajlenka
- 6.  Jaroslava Pencová
- 7.  Laura Dijkema
- 8.  Louisa Lippman
- 9.  Myrthe Schoot
- 10. Cursty Jackson
- 11. Chloe Ferrari
- 12. Juliane Langgemach
- 13. Lisa Izquierdo
- 14. Lisa Stock
- 15. Michelle Bartsch
- 16. Katharina Schwabe
- 17. Steffi Kuhn
- 18. Shanice Marcelle

### Sezon 2013/2014
- 2.  Mareen Apitz
- 3.  Kryscina Michajlenka
- 4.  Stefanie Karg
- 6.  Jaroslava Pencová
- 8.  Rebecca Perry
- 9.  Myrthe Schoot
- 11. Elies Goos
- 12. Juliane Langgemach
- 13. Lisa Izquierdo
- 14. Lisa Stock
- 16. Katharina Schwabe
- 18. Shanice Marcelle

### Sezon 2012/2013
- 1.  Nicole Davis
- 2.  Mareen Apitz
- 3.  Friederike Thieme
- 4.  Stefanie Karg
- 5.  Kerstin Tzscherlich
- 6.  Judith Pietersen
- 7.  Martina Útlá
- 8.  Laura Heyrman
- 9.  Myrthe Schoot
- 12. Juliane Langgemach
- 13. Lisa Izquierdo
- 14. Lisa Stock
- 15. Robin de Kruijf
- 16. Katharina Schwabe
- 17. Anne Matthes
- 18. Magdalena Gryka

### Sezon 2011/2012
- 1.  Silvia Sperl
- 2.  Mareen Apitz
- 3.  Friederike Thieme
- 4.  Stefanie Karg
- 5.  Kerstin Tzscherlich
- 6.  Judith Pietersen
- 7.  Stephanie Kestner
- 8.  Nicole Schröber
- 9.  Tesha Harry
- 11. Grit Müller
- 12. Femke Stoltenborg
- 14. Anna Cmaylo
- 15. Robin de Kruijf
- 16. Katharina Schwabe
- 17. Anne Matthes
- 18. Magdalena Gryka